# Amyntás IV.
Amyntás IV. (řecky  Ἀμύντας Δ΄) byl titulárním králem starověkého řeckého království Makedonie v roce 359 př. n. l. a příslušníkem královské dynastie Argeovců.

## Životopis
Byl synem krále Perdikka III. Makedonského. Narodil se asi v roce 365 př. n. l.
Po otcově smrti v boji proti Ilyrům v roce 359 př. n. l. se stal králem, byly mu však pouhé tři roky. Jeho učitelem a regentem se stal Perdikkův bratr Filip II. Makedonský, který se v tomtéž roce prohlásil za makedonského krále a svého mladého synovce vyvlastnil.
Amyntás nebyl považován za natolik nebezpečného, aby mohl být pro Filipa hrozbou. Strýc mu dokonce dal svoji dceru Kýnané za manželku. Po Filipově zavraždění  v létě roku 336 př. n. l. se však vše změnilo. Jeho syn Alexandr nechal Amyntáse okamžitě popravit.
Ze svého manželství s Kýnané měl Amyntás dceru Eurydiku/Adeu, která se jako manželka makedonského krále Filipa III. stala makedonskou královnou.